# Myrmarachne formosa
Myrmarachne formosa este o specie de păianjeni din genul Myrmarachne, familia Salticidae. A fost descrisă pentru prima dată de Tord Tamerlan Teodor Thorell în anul 1892 [1890. Conform Catalogue of Life specia Myrmarachne formosa nu are subspecii cunoscute.